# Festival Internacional de Cinema de Berlim 2025
A 75ª edição anual do Festival Internacional de Cinema de Berlim, geralmente chamado de Berlinale, ocorreu entre os dias 13 e 23 de fevereiro de 2025 em Berlim, Alemanha. O cineasta americano Todd Haynes presidiu o júri da competição principal. Será a primeira edição com Tricia Tuttle como diretora artística do festival, depois de Carlo Chatrian e Mariette Rissenbeek deixarem o cargo após a edição de 2024.
Drømmer, dirigido por Dag Johan Haugerud, ganhou o Urso de Ouro, enquanto o Urso de Prata do Grande Prêmio do Júri foi entregue ao filme brasileiro O Último Azul, de Gabriel Mascaro e o Urso de Prata de Melhor Atuação Principal foi para Rose Byrne por If I Had Legs I'd Kick You.
O festival abriu com o filme de drama alemão Das Licht, de Tom Tykwer. Durante a cerimônia de abertura, o Urso de Ouro Honorário foi conferido a atriz britânica Tilda Swinton.

## Júris

### Competição principal
- Todd Haynes, cineasta americano – Presidente do júri[1]
- Fan Bingbing, atriz chinesa[6]
- Maria Schrader, atriz e cineasta alemã
- Rodrigo Moreno, cineasta argentino
- Nabil Ayouch, cineasta franco-marroquino
- Bina Daigeler, figurinista alemã
- Amy Nicholson, crítica de cinema e autora americana

### Júri Perspectivas (Prêmio GWFF de Melhor Primeiro Longa-Metragem)
- Meryam Joobeur, cineasta tunisina[7]
- Aïssa Maïga, atriz francesa
- María Zamora, produtora espanhola

### Competição de curta-metragens
- Dascha Dauenhauer, compositor alemão
- Jing Haase, produtor dinamarquês
- Phạm Ngọc Lân, cineasta e produtor vietnamita

### Júri Generation
- Emma Branderhorst, cineasta holandesa
- Ikoro Sekai, curador de cinema canadense no Festival Internacional de Cinema de Toronto
- Aslı Özarslan, cineasta alemão

### Júri do Prêmio de Documentário da Berlinale
- Petra Costa, cineasta brasileira
- Lea Glob, cineasta dinamarquesa
- Kazuhiro Soda, cineasta japonês

## Seções oficiais

### Competição principal
Os seguintes filmes foram selecionados para a competição principal do Urso de Ouro em 21 de janeiro de 2025:
| Título inglês                    | Título original             | Direção/Realisação              | País/Co-produção                                                     |
| -------------------------------- | --------------------------- | ------------------------------- | -------------------------------------------------------------------- |
| Ari                              | Ari                         | Léonor Serraille                | França, Bélgica                                                      |
| Blue Moon                        | Blue Moon                   | Richard Linklater               | Estados Unidos, Irlanda                                              |
| The Blue Trail                   | O Último Azul               | Gabriel Mascaro                 | Brasil, México, Chile, Países Baixos                                 |
| Dreams                           | Dreams                      | Michel Franco                   | México, Estados Unidos                                               |
| Dreams (Sex Love)                | Drømmer                     | Dag Johan Haugerud              | Noruega                                                              |
| Girls on Wire                    | 想飞的女孩                  | Vivian Qu                       | China                                                                |
| Hot Milk                         | Hot Milk                    | Rebecca Lenkiewicz              | Reino Unido, Grécia                                                  |
| The Ice Tower                    | La Tour de Glace            | Lucile Hadžihalilović           | França, Alemanha, Itália                                             |
| If I Had Legs I'd Kick You       | If I Had Legs I'd Kick You  | Mary Bronstein                  | Estados Unidos                                                       |
| Kontinental '25                  | Kontinental '25             | Radu Jude                       | Romênia, Brasil, Suíça, Reino Unido, Luxemburgo                      |
| Living the Land                  | 生息之地                    | Huo Meng                        | China                                                                |
| The Message                      | El mensaje                  | Iván Fund                       | Argentina, Espanha                                                   |
| Mother's Baby                    | Mother's Baby               | Johanna Moder                   | Austria, Suíça, Alemanha                                             |
| Reflection in a Dead Diamond     | Reflet dans un diamant mort | Hélène Cattet and Bruno Forzani | Bélgica, Luxemburgo, Itália, França                                  |
| The Safe House                   | La cache                    | Lionel Baier                    | Suíça, Luxemburgo, França                                            |
| Timestamp                        | Стрічка часу                | Kateryna Gornostai              | Ucrânia, Luxemburgo, Países Baixos, França                           |
| What Marielle Knows              | Was Marielle weiß           | Frédéric Hambalek               | Alemanha                                                             |
| What Does That Nature Say to You | 그 자연이 네게 뭐라고 하니  | Hong Sang-soo                   | Coreia do Sul                                                        |
| Yunan                            | يونان                       | Ameer Fakher Eldin              | Alemanha, Canadá, Itália, Palestina, Catar, Jordânia, Arábia Saudita |